# Bojdaki
Bojdaki (biał. Байдакі; ros. Байдаки) – wieś na Białorusi, w obwodzie mińskim, w rejonie mińskim, w sielsowiecie Horanie.